# تحنيب ذاتي
يمكن للعمود أن يتعرض للتحنيب بسبب ثقله الذاتي دون أي قوىً مباشرة أخرى تؤثر عليه، في وضع انهيار (فشل ميكانيكي) يسمى التحنيب الذاتي. في المسائل التقليدية لتحنيب الأعمدة، يهمل الوزن الذاتي عادةً بما أنه يفترض كونه صغيرًا بالمقارنة مع الأحمال المحورية. ولكن، عندما لا يكون هذا الافتراض صالحًا، من المهم أخذ التحنيب الذاتي بالحسبان.
أول من درس التحنيب المرن لعمود «ثقيل» (أي عمود يتعرض للتحنيب تحت تأثير ثقله الذاتي) كان غرينهيل في عام 1881. وجد أن عمودًا شاقوليًّا حرًّا، بكثافة {\displaystyle \rho }، وعامل يونغ مقداره {\displaystyle E}، ومساحة مقطعه العرضي {\displaystyle A}، يتعرض للتحنيب تحت ثقله الذاتي إذا تجاوز ارتفاعه قيمة حرجة معينة:
{\displaystyle l_{\text{max}}\approx \left(7.8373\,{\frac {EI}{\rho gA}}\right)^{\frac {1}{3}}}
حيث {\displaystyle g} تسارع الجاذبية، {\displaystyle I} عزم المساحة الثاني للمقطع العرضي للجائز.
اقترح غرينهيل مثالًا مثيرًا عن استخدام المعادلة في ورقته البحثية. قدر الارتفاع الأعظمي لشجرة صنوبر، ووجد أنها لا يمكن أن تنمو لطول يزيد عن 90 قدمًا. يشكل هذا الطول الارتفاع الأعظمي للشجر على الكرة الأرضية إذا افترضنا أن الأشجار موشورية وبإهمال الأفرع والأغصان.

## الاشتقاق الرياضي
نفترض عمودًا متجانسًا مثبتًا باتجاه شاقولي من نقطته السفلى، ويرتفع بمقدار {\displaystyle l}، وهو الحد الذي يصبح عنده التوضع الشاقولي غير مستقر ويبدأ الانحناء. هناك قوة حجمية {\displaystyle q} لواحدة الطول {\displaystyle q=\rho gA}، حيث {\displaystyle A} مساحة المقطع العرضي للعمود، و{\displaystyle g} التسارع الناتج عن الجاذبية، و{\displaystyle \rho } الكثافة الكتلية (الكتلة الحجمية).
ينحني العمود بمقدار بسيط تحت ثقله الذاتي، لذا يصف المنحني {\displaystyle w(x)} انحراف الجائز في الاتجاه {\displaystyle y} عند موضع ما {\displaystyle x}. بالنظر إلى أي نقطة على العمود، يمكننا كتابة علاقة موازنة العزوم:
{\displaystyle M=-\int _{0}^{x}q(y-w)\mathrm {d} x}
حيث يمثل الجزء اليميني من العلاقة عزم وزن BP حول P.
وفق نظرية أويلر-برنولي للجوائز:
{\displaystyle M=-EI{\mathrm {d} ^{2}w \over \mathrm {d} x^{2}}}
حيث {\displaystyle E} معامل يونغ لمرونة المادة، و{\displaystyle I} عزم العطالة.
لذا فإن المعادلة التفاضلية للخط المركزي من BP هي:
{\displaystyle EI{\mathrm {d} ^{2}w \over \mathrm {d} x^{2}}=q\int _{0}^{x}(y-w)\mathrm {d} x}
بالاشتقاق بالنسبة للإحداثي x نحصل على:
{\displaystyle {\begin{aligned}EI{\mathrm {d} ^{3}w \over \mathrm {d} x^{3}}&=q\int _{0}^{x}\left(-{\mathrm {d} w \over \mathrm {d} x}\right)\mathrm {d} x\\&=-qx{\mathrm {d} w \over \mathrm {d} x}\end{aligned}}}
نستنتج أن المعادلة الحاكمة هي المعادلة التفاضلية الخطية من المرتبة الثالثة بمعامل متغير. تعتمد طريقة حل المسألة على استخدام متغيرات جديدة {\displaystyle n,z,k} و {\displaystyle r}:
{\displaystyle k^{2}={4 \over 9}{q \over EI},\quad r^{2}=x^{3},\quad {\sqrt {x}}z={\mathrm {d} w \over \mathrm {d} x},\quad n^{2}={1 \over 3^{2}}}
ثم تتحول العلاقة إلى علاقة بيسل:
{\displaystyle r^{2}{\mathrm {d} ^{2}z \over \mathrm {d} r^{2}}+r{\mathrm {d} z \over \mathrm {d} r}+\left(k^{2}r^{2}-n^{2}\right)z=0}
حل المعادلة المحولة هو:
{\displaystyle z=AJ_{\frac {1}{3}}(kr)+BJ_{-{\frac {1}{3}}}(kr)}
حيث {\displaystyle J_{n}} تابع بيسل من النوع الأول. ثم يكون حل العلاقة الأصلية:
{\displaystyle {\mathrm {d} w \over \mathrm {d} x}={\sqrt {x}}\left(AJ_{\frac {1}{3}}\left(kx^{\frac {3}{2}}\right)+BJ_{-{\frac {1}{3}},1}\left(kx^{\frac {3}{2}}\right)\right)}
الآن، نستخدم الشروط الحدية:
- العزم معدوم عند {\displaystyle x=0\rightarrow {\mathrm {d} ^{2}w \over \mathrm {d} x^{2}}(x=0)=0\rightarrow A=0}
- التثبيت عند {\displaystyle x=l\rightarrow w(l)=0\rightarrow J_{-{\frac {1}{3}}}\left(kl^{\frac {3}{2}}\right)=0}

من الشرط الحدي الثاني، نجد أن الطول الحرج الذي يحصل عنده تحنيب العمود الشاقولي تحت ثقله الذاتي هو:
{\displaystyle l_{\text{max}}=\left({\frac {j_{{\frac {1}{3}},1}}{k}}\right)^{\frac {2}{3}}=\left({\frac {9{j_{{\frac {1}{3}},1}}^{2}}{4}}{\frac {EI}{q}}\right)^{\frac {1}{3}}}
باستخدام التقريب {\displaystyle j_{{\frac {1}{3}},1}\approx 1.86635}، الصفر الأول من تابع بيسل من النوع الأول من الرتبة {\displaystyle -{\frac {1}{3}}}، يمكن تقريب {\displaystyle l_{\text{max}}} إلى:
{\displaystyle l_{\text{max}}\approx \left(7.8373\,{\frac {EI}{\rho gA}}\right)^{\frac {1}{3}}}

## خطأ أويلر
درس أويلر العمود تحت تأثير ثقله الذاتي في ثلاث أوراق شهيرة (1778a، 1778b، 1778c). للمزيد عن القصة المدهشة والمفيدة لهذه الورقات الثلاث، يُنصح القارئ بالرجوع إلى الكتاب الذي ألفه بانوفكو وغوبانوفا (1965). استنتج أويلر في ورقته الأولى (1778a) أن العمود المستند إلى وزنه الذاتي ببساطة لن يفقد استقراره أبدًا. وصف أويلر في ورقته الثانية عن الموضوع (1778b) نتيجته السابقة بأنها متناقضة ومثيرة للريبة. وجد أويلر في الورقة الثالثة (1778c) أنه أخطأ في فهم المسألة وأن استنتاج «حمل التحنيب اللانهائي» ثبت أنه خاطئ. ولكن، ولسوء الحظ، فقد ارتكب خطًا عدديًّا وبدل أول قيمة ذاتية، حسب واحدةً أخرى. اشتق دينيك الحلول الصحيحة عام 1912، بعد 132 سنة، بالإضافة إلى ويلرز (1941)، إنغلهاردت (1954) وفريتش-فاي (1966). قدم آيزنبرغر حلولًا عدديةً بدقة عشوائية (1991). بعد 222 سنة، في عام 2000، عاد إليشاكوف إلى هذه المسألة الشهيرة واشتق حلول الصيغة المغلقة لأول مرة، لمسائل التحنيب الذاتي، عن طريق اللجوء إلى طريقة شبه المقلوب. عالج عدة مسائل أخرى في دراسته تلك.